# Le Peuple (1869)
Pour les articles homonymes, voir Le Peuple.
Le Peuple est un journal français publié en février 1869.

## Histoire
Le 2 février 1869, le journaliste bonapartiste Clément Duvernois lance Le Peuple, quotidien politique à cinq centimes destiné à remplacer L'Époque, un journal que Duvernois avait transformé en un organe officieux de l'Empire libéral. Or, un journal républicain homonyme est publié depuis 1868 à Marseille par Gustave Naquet, qui somme par conséquent Duvernois de modifier le titre de ce nouveau Peuple. Menacé d'un procès, Duvernois ne s'exécutera qu'au mois de juillet suivant, en rebaptisant son quotidien Le Peuple français.
De jeunes journalistes républicains parisiens s'offusquent également de la récupération, au profit du pouvoir en place, d'un titre rendu célèbre par Le Peuple, journal socialiste dirigé par Proudhon en 1848-1849. Ils décident donc de publier leur propre Peuple tout en revendiquant la propriété du titre. En effet, le 24 août 1868, Gaston Carle (d) avait déclaré à la préfecture de police son intention de créer un journal littéraire intitulé Le Peuple.
Ce nouveau Peuple est lancé en toute hâte le 4 février. Son rédacteur en chef est Jules Vallès. Entre juin et janvier 1868, celui-ci avait déjà été le rédacteur en chef de La Rue, un hebdomadaire finalement tué par la censure du Second Empire. Incarcéré à deux reprises à Sainte-Pélagie pour des articles jugés hostiles au régime, il était sorti de prison en janvier 1869, soit un mois avant le lancement du Peuple.
Les bureaux du nouveau journal sont situés au no 3 de la rue Pagevin, dans le 1er arrondissement de Paris. Imprimé sur une seule feuille, Le Peuple est vendu cinq centimes, soit un sou, le numéro.

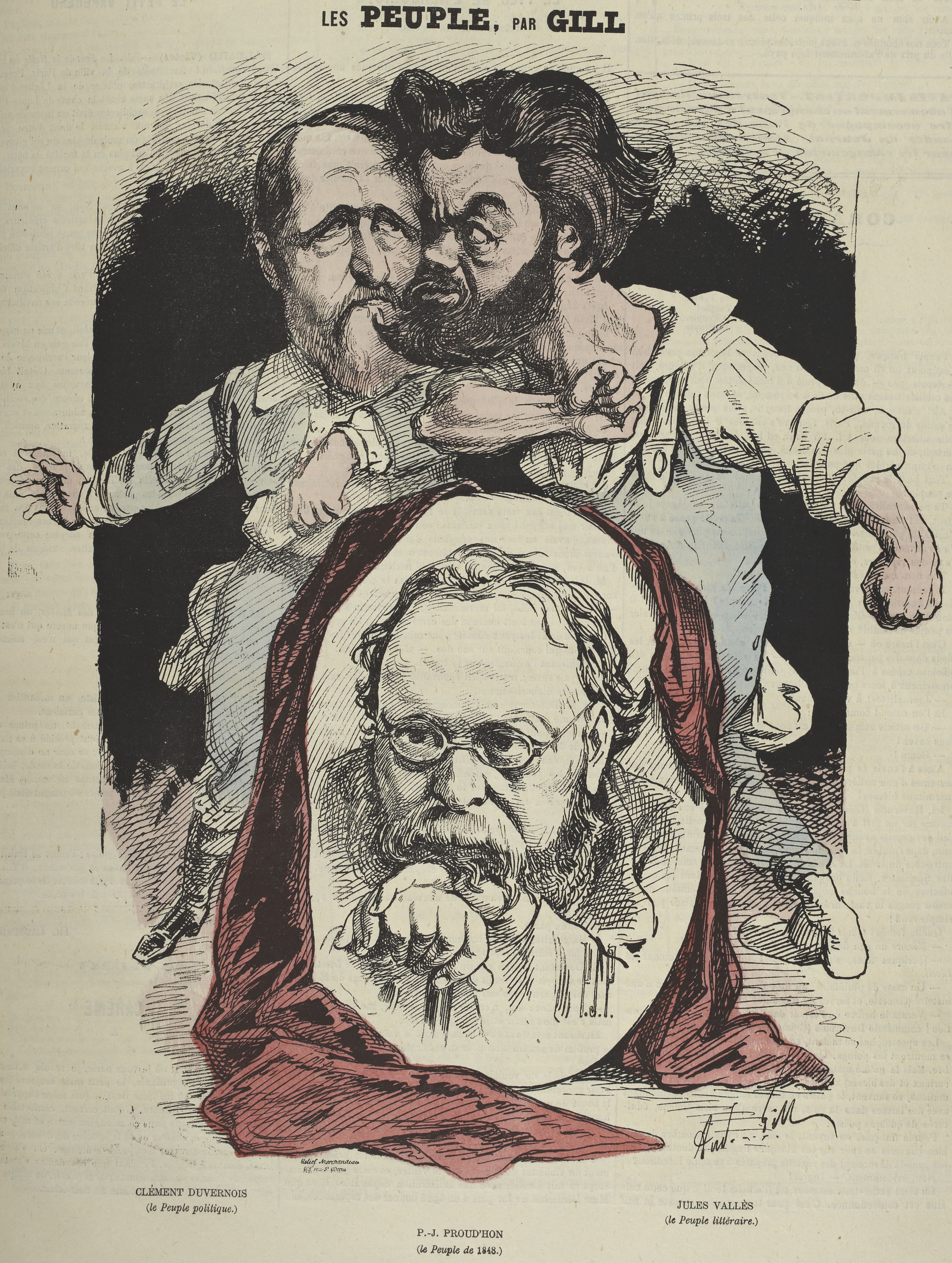
Les Peuples, par André Gill (L'Éclipse, 21 février 1869)

La lutte engagée par Le Peuple de Vallès contre Le Peuple de Duvernois amuse leurs confrères. Ainsi, dans Le Figaro du 7 février, Ernest Fayol note : « Les deux feuilles à un sou se disputent les lecteurs, à coups de rames - de papier. Espérons que leurs rédacteurs n'en viendront pas aux mains ». Le dessinateur André Gill, qui contribuera quelques jours plus tard au journal de son ami Vallès, imaginera la même scène pour L'Éclipse du 21 février.
Responsable légal du journal en tant que gérant, Carle est assigné en justice le 16 février pour avoir publié plusieurs articles politiques dans un quotidien n'ayant pas versé la caution imposée aux journaux par le décret du 19 février 1852. L'équipe du Peuple décide donc d'interrompre la publication du journal, dont le dernier numéro, daté du 18 février, paraît bordé de noir. Carle y annonce la parution, prévue pour le 24 février, d'un nouveau journal ayant Vallès pour rédacteur en chef, Le Réfractaire.
Quelques jours plus tard, Carle est condamné par défaut à trois mois de prison et 150 francs d'amende.
Le Réfractaire, finalement lancé le 10 mai suivant, aura une existence encore plus brève que Le Peuple, avec seulement trois numéros. Il sera remplacé à l'automne par un autre journal éphémère, Le Corsaire de Gustave Richardet.
Quelques années plus tard, une rumeur tenace affirmera que Le Peuple avait été secrètement financé par le pouvoir bonapartiste en échange de la candidature de Vallès contre le républicain Jules Simon lors des élections législatives de 1869. Henry Fouquier ayant rapporté cette calomnie dans Le XIXe siècle du 12 février 1879, Albert Callet, un ami de Vallès, lui répondit qu'il avait participé au financement du Peuple à hauteur de 200 ou 300 francs.

## Collaborateurs
- Gaston Carle (d)[3]
- Georges Cavalier[3]
- Eugène Chemalé[3]
- Aimé Cournet[10]
- Pierre Denis[3]
- Georges Duchêne[3]
- Francis Enne[11]
- Jules Forni[12]
- Ernest Édouard Fribourg (d)[13]
- André Gill[14]
- Charles Longuet[3]
- Gustave Maroteau[3]
- François Pardigon[14]
- Georges Petit[15]
- Gustave Puissant[3]
- Gustave Rivet (Hector L'Estraz)[16]